# ウロン
ウロン（学名：Wulong、舞龍、「踊る竜」の意）は、中華人民共和国の北東部で発見された、約1億2000万年前の小型獣脚類の恐竜の属。体の大きさはカラスと同程度であるが、遥かに長い尾を有しており、その末端には二股の尾羽が存在する。 化石は下部白亜系（アプチアン階）の九佛堂層で発見された。ウロン・ボハイエンシス（Wulong bohaiensis）の1種のみを含んでおり、発見された化石は幼体のものである。

## 発見
ホロタイプ標本 DMHM D2933 は中国・遼寧省に分布する化石に富んだ九佛堂層で農家により発見され、それ以降は遼寧省の大連自然史博物館のコレクションに収蔵されていた。骨格は Ashley William Poust により調査され、2014年に Wulong bohaiensis として命名された。この名前はnomen ex dissertatione（学位論文上での命名）であったため当時は無効であったが、2020年にPoustは彼のかつての指導教官であったモンタナ州立大学のDavid Varricchioおよび大連市の古生物学者であるGao Chunling、Wu Jianlin、Zhang Fengjiaoと共に有効な学名を発表し、タイプ種Wulong bohaiensisを記載した。属名は中国語の「舞」と「龍」に由来し、活発な姿勢と推測される俊敏な生態を反映している。種小名は博物館が渤海に位置することにちなむ。

## 特徴
ウロン・ボハイネンシスの骨質の尾は長く、体長の2倍に達する。骨格には空洞化した骨が存在する。標本には四肢に羽毛が見られ、また尾の末端には2枚の長い飾り羽が存在する。加えて、頭部は狭く、薄い顎には小型で鋭い歯が並ぶ。義県層から産出したシノルニトサウルスと近縁である。
ウロンの長い頭蓋骨はその体から見て相対的に大きく、大腿骨長の1.15倍に達する。前上顎骨は軽量な構造をしており、ドロマエオサウルス科の中では相対的に背腹方向に短い。大多数のドロマエオサウルス科の方形頬骨はT字型であるが、ウロンのものは小型でL字型をなす。この獣脚類の上行突起は高さ6ミリメートルであり、頬骨突起は長さ5ミリメートルである。

### 羽毛と色

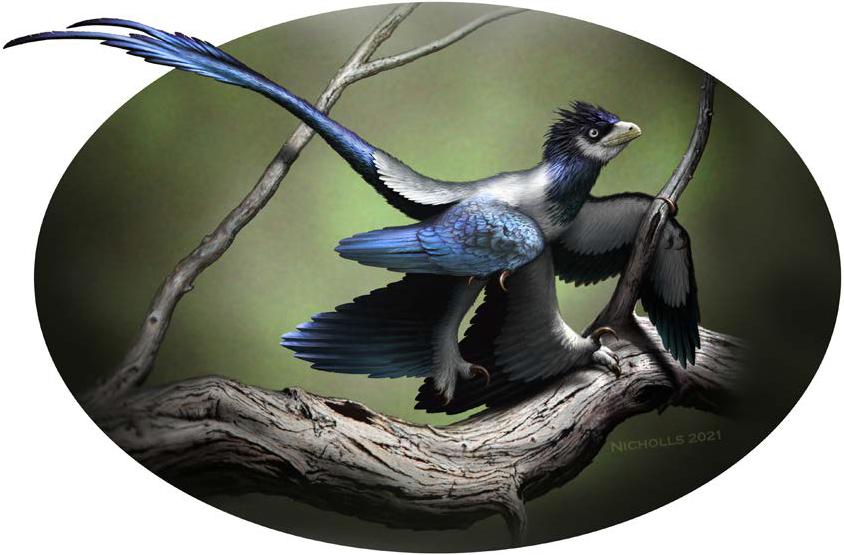
復元図

ウロンの標本には軟組織が保存されており、前肢と後肢には羽毛が存在し、また尾の末端にはミクロラプトルや孔子鳥および現生のケツァールのような長い2枚の羽が存在する。しかしミクロラプトルと異なり、ウロンには尾の先端の羽毛が扇状であったという証拠が無い。未熟な個体に長い1対の尾羽が存在することから、尾羽は交尾には使用されず、おそらく他の装飾的な目的にも使われなかったと考えられる。
2023年には、Croudaceらがホロタイプの色彩について報告した。彼らによれば、前肢と後肢には遊色効果を示す羽毛が生えており、体の他の部分には灰色の羽毛が存在した。さらに彼らは、遊色効果を持つ幼鳥の羽毛は性的なサインを示すだけでなく、コミュニケーションに用いられる種内のシグナルを示す可能性があるとの仮説を発表した。

## 分類
Poust et al. (2020) はウロンをドロマエオサウルス科ミクロラプトル亜科に位置付け、義県層から産出した僅かに古いシノルニトサウルスとの姉妹群とした。以下のクラドグラムに系統解析の結果を示す。
|  | Hesperonychus                                               |
|  |                                                             |
|  | Graciliraptor                                               |
|  |                                                             |
|  | Microraptor                                                 |
|  |                                                             |
|  | Tianyuraptor                                                |
|  |                                                             |
|  | \| \| Sinornithosaurus \| \| \| \| \| \| Wulong \| \| \| \| |
|  |                                                             |
|  | Sinornithosaurus                                            |
|  |                                                             |
|  | Wulong                                                      |
|  |                                                             |

|  | Sinornithosaurus |
|  |                  |
|  | Wulong           |
|  |                  |